# Xã West Branch, Quận Ogemaw, Michigan
Xã West Branch (tiếng Anh: West Branch Township) là một xã thuộc quận Ogemaw, tiểu bang Michigan, Hoa Kỳ. Năm 2010, dân số của xã này là 2.593 người.